# Kobalt
Kobalt is een scheikundig element met symbool Co en atoomnummer 27. Het is een zilverkleurig overgangsmetaal.

## Geschiedenis

### Ontdekking
Door de Egyptenaren, Grieken en Romeinen werden kobaltverbindingen gebruikt voor het kleuren van glas. In Perzië werd een ketting gevonden met door kobaltverbindingen gekleurde blauwe glaskralen uit ongeveer 2250 v.Chr. De Chinezen gebruikten in de tijd van de Tang- en Ming-dynastie kobaltverbindingen voor het kleuren van porselein.
Het element zelf werd omstreeks 1730 ontdekt door Georg Brandt tijdens het onderzoeken van mineralen. Deze Zweedse wetenschapper was toen in staat om aan te tonen dat kobalt zorgde voor de blauwe kleur en niet – zoals eerder aangenomen – bismut.

### Naam
Het woord kobalt komt van het Duitse kobold (kabouter). Kobalterts werd vaak verward met ertsen van de metalen die men wilde delven, waardoor de teleurstelling groot was als men het ongewenste kobalt verkreeg. Kobalt trekt het giftige arseen aan en joeg daarom angst aan bij de mijnwerkers. Men geloofde dus dat kobolden uit kwaadaardigheid dit metaal in de mijnen legden.

## Voorkomen
Samen met nikkel en ijzer wordt het vaak in grote hoeveelheden aangetroffen in meteorieten. Het komt ook voor in het menselijk lichaam als bestanddeel van vitamine B12, in het lichaam van een volwassene komt 1 à 2 gram kobalt voor.
In de aardkorst komt kobalt voor als cobaltiet, erythriet, skutterudiet en andere mineralen.

## Eigenschappen
Het zilverkleurige kobalt is ferromagnetisch.

### Isotopen
| Stabielste isotopen | Stabielste isotopen | Stabielste isotopen      | Stabielste isotopen      | Stabielste isotopen      | Stabielste isotopen      |
| Iso                 | RA (%)              | Halveringstijd           | VV                       | VE (MeV)                 | VP                       |
| ------------------- | ------------------- | ------------------------ | ------------------------ | ------------------------ | ------------------------ |
| 56Co                | syn                 | 0077,23 d                | β+                       | 4,566                    | 56Fe                     |
| 57Co                | syn                 | 0271,74 d                | EV                       | 0,836                    | 57Fe                     |
| 58Co                | syn                 | 0070,86 d                | β+                       | 2,307                    | 58Fe                     |
| 59Co                | 100                 | stabiel met 32 neutronen | stabiel met 32 neutronen | stabiel met 32 neutronen | stabiel met 32 neutronen |
| 60Co                | syn                 | 1925,10 d                | β−                       | 2,824                    | 60Ni                     |

In de natuur komt één stabiele isotoop (kobalt-59) voor en een groot aantal (ruim 20) radioactieve, waarvan kobalt-60 de langste halveringstijd heeft. Het vervallen van kobalt-60 naar het stabiele nikkel-60 is de belangrijkste reden om een kerncentrale na uitgebruikname zo'n 20 tot 150 jaar te laten 'afkoelen' alvorens te beginnen met de ontmanteling.

### Kobaltzouten
Kobalt komt voor in verbinding met zuurresten, om zo kobaltzouten te vormen:
- Kobalt(II)acetaat
- Kobalt(II)bromide
- Kobalt(II)chloride
- Kobalt(II)- en -(III)fluoride
- Kobalt(II)jodide
- Kobalt(II)nitraat
- Kobalt(II)sulfaat

## Toepassingen
Kobalt wordt in een hele reeks industriële processen gebruikt:
- elektroden in batterijen, momenteel een van de belangrijkste toepassingen van kobalt wereldwijd[2]
- in allerlei (super)legeringen, onder meer voor gasturbinemotoren, voor corrosie- en weerbestendige legeringen; kobalt-chroomlegeringen worden gebruikt voor protheses en implantaten.
- airbags voor auto’s
- katalysator in de chemische en olie-industrie;
- hardmetaal en diamantgereedschappen
- droogmiddelen voor verf, vernis en inkt
- kleurstoffen en pigmenten
- als grondlaag voor porseleinemail
- snelstaal
- magnetische opname-apparatuur
- als component in sterke permanente magneten;
- radiaalbanden met stalen karkas.

Verder wordt de isotoop kobalt-60 toegepast bij radiotherapie en de bestraling van voedsel, medische artikelen, verpakkingsmateriaal voor de voedingsmiddelenindustrie, cosmetica, stekpotten voor tuinders en zo nog vele producten.
Als schuimstabilisator voor het schuim van bier werden kobaltzouten (kobalt(II)chloride of -sulfaat) gebruikt. De stabiliserende werking van kobalt op de schuimkraag van bier werd in 1957 in Kopenhagen ontdekt en door de Denen gepatenteerd.
Sommige bierfabrikanten voegden te veel kobaltverbindingen aan het bier toe om steviger schuim te verkrijgen, maar dit procedé werd gestopt toen bleek dat kobalt slechter voor de lever was dan alcohol.
Net als in de oudheid wordt kobalt(II)oxide, beter bekend onder de triviale naam kobaltblauw, gebruikt als pigment voor glas en porselein.

## Economische betekenis

### Reserves
De grootste hoeveelheid kobalterts worden gedolven in de  Democratische Republiek Congo. Politieke instabiliteit in dit land is van invloed op de prijs van kobalt. Andere landen waarin kobalterts wordt gedolven, zijn Turkije, China, Zambia, Rusland en Australië. Vroeger werd het erts in Europa gedolven, vooral in Saksen. Kobaltreserves in de wereld worden door de Amerikaanse regering geschat op ruim 7 miljoen ton (2017).

### Productie
Met uitzondering van de productie in Marokko en artisanaal gedolven kobalt in de Democratische Republiek Congo wordt het meeste kobalt gedolven als bijproduct van koper of nikkel.
De belangrijkste productielanden van kobalterts, met hun reserves (cijfers in ton kobalt)
| Land                          | Productie 2016 | Productie 2017 | Reserves  |
| ----------------------------- | -------------- | -------------- | --------- |
| Australië                     | 5500           | 5000           | 1.200.000 |
| Canada                        | 4250           | 4300           | 250.000   |
| Democratische Republiek Congo | 64000          | 64000          | 3.500.000 |
| Cuba                          | 4200           | 4200           | 500.000   |
| Filipijnen                    | 4100           | 4000           | 280.000   |
| Madagaskar                    | 3800           | 3900           | 150.000   |
| Nieuw-Caledonië               | 3390           | 2900           | —         |
| Papoea-Nieuw-Guinea           | 2190           | 3200           | 51.000    |
| Rusland                       | 5500           | 5600           | 250.000   |
| Verenigde Staten              | 690            | 650            | 23.000    |
| Zambia                        | 3000           | 2900           | 270.000   |
| Zuid-Afrika                   | 2300           | 2500           | 29.000    |
| Andere landen                 | 7600           | 5900           | 560.000   |
| Totaal (afgerond)             | 111.000        | 110.000        | 7.100.000 |

Het ruwe kobalterts moet daarna nog industrieel geraffineerd worden. China was in 2017 's werelds grootste producent van geraffineerd kobalt, hoofdzakelijk uit erts, geïmporteerd uit Congo (Kinshasa). China was ook de grootste verwerker van kobalt, met bijna 80% van het verbruik in de batterijenindustrie.
Per eind 2019 legt Glencore de productie stil bij de grootste kobaltmijn ter wereld in Congo. Glencore geeft als redenen de lagere prijs van kobalt, sinds het begin van 2019 is de marktprijs met 40% gedaald. Verder zijn er nieuwe belastingregels in Congo waardoor buitenlandse mijnbouwbedrijven fors meer belasting moeten afdragen. Glencore zegt dat de Mutanda-mijn daardoor niet meer rendabel is. De mijn produceerde in 2018 zo'n 27.000 ton kobalt, dat is ongeveer een vijfde van de globale productie. Glencore blijft de mijn onderhouden en later kan de productie weer herstart worden.

### Wereldmarkt
De prijs van kobalt op de wereldmarkt is aan sterke schommelingen onderhevig. De contante prijs (spot price, in tegenstelling tot termijnverkoop) kende een piek tot boven de 80.000 dollar per ton kobalt in 2018, met een terugval tot beneden de US$ 30.000 in 2015. Sedert vorig jaar zit de prijs opnieuw in de lift, vanwege de vraag naar batterijen voor elektrische auto’s.

#### Prijsontwikkeling
| Jaar      | Prijs  |
| --------- | ------ |
| 2000-2004 | 29.608 |
| 2005-2009 | 53.175 |
| 2010-2014 | 35.397 |
| 2015      | 29.630 |
| 2016      | 26.477 |
| 2017      | 58.642 |
| 2018      | 82.519 |
| 2019      | 37.368 |
| 2020*     | 35.274 |

* onvolledig jaar 

## Toxicologie en veiligheid
In poedervorm is kobalt brandbaar. Op een paar uitzonderingen na zijn kobaltverbindingen matig giftig. Kobalt-60 is een krachtige γ-straler en kan daardoor kankerverwekkend zijn. Kobaltchloride kan allergische reacties veroorzaken (kobaltallergie).
Leó Szilárd opperde in februari 1950 voor het eerst in het openbaar, in waarschuwende zin, de mogelijkheid van een kobaltbom. Een kernwapen met een mantel van kobalt dat een zeer sterke en langdurige radioactieve besmetting van de grond met het door bestraling tijdens de detonatie ontstaan kobalt-60 op zou leveren. Als het zich over de hele wereld zou verspreiden zou, ondanks dat dit enige tijd duurt, door de halveringstijd van ruim vijf jaar de hele wereld radioactief besmet kunnen worden. Een dergelijke bom wordt een "doomsday device" genoemd.

## Fair Cobalt Alliance
In Congo (DRC) wordt een deel van de kobaltontginning uitgevoerd in artisanale mijnen (creuseurs), vaak met inzet van kinderarbeid en zonder voldoende bescherming van welke aard ook. Hun kobalt wordt dan via tussenpersonen doorverkocht aan internationale handelaars. Om het hele proces eerlijker en transparanter  te laten verlopen, werd in 2018 de Fair Cobalt Alliance opgericht, onder impuls van Fairphone en Signify. Mede onder druk van Apple Inc. trad al spoedig het Chinese Huayou Cobalt toe, en in augustus 2020 zelfs Glencore, waar het Belgische Umicore en ook Tesla mee samenwerkt.